# Bodmer-Eiche

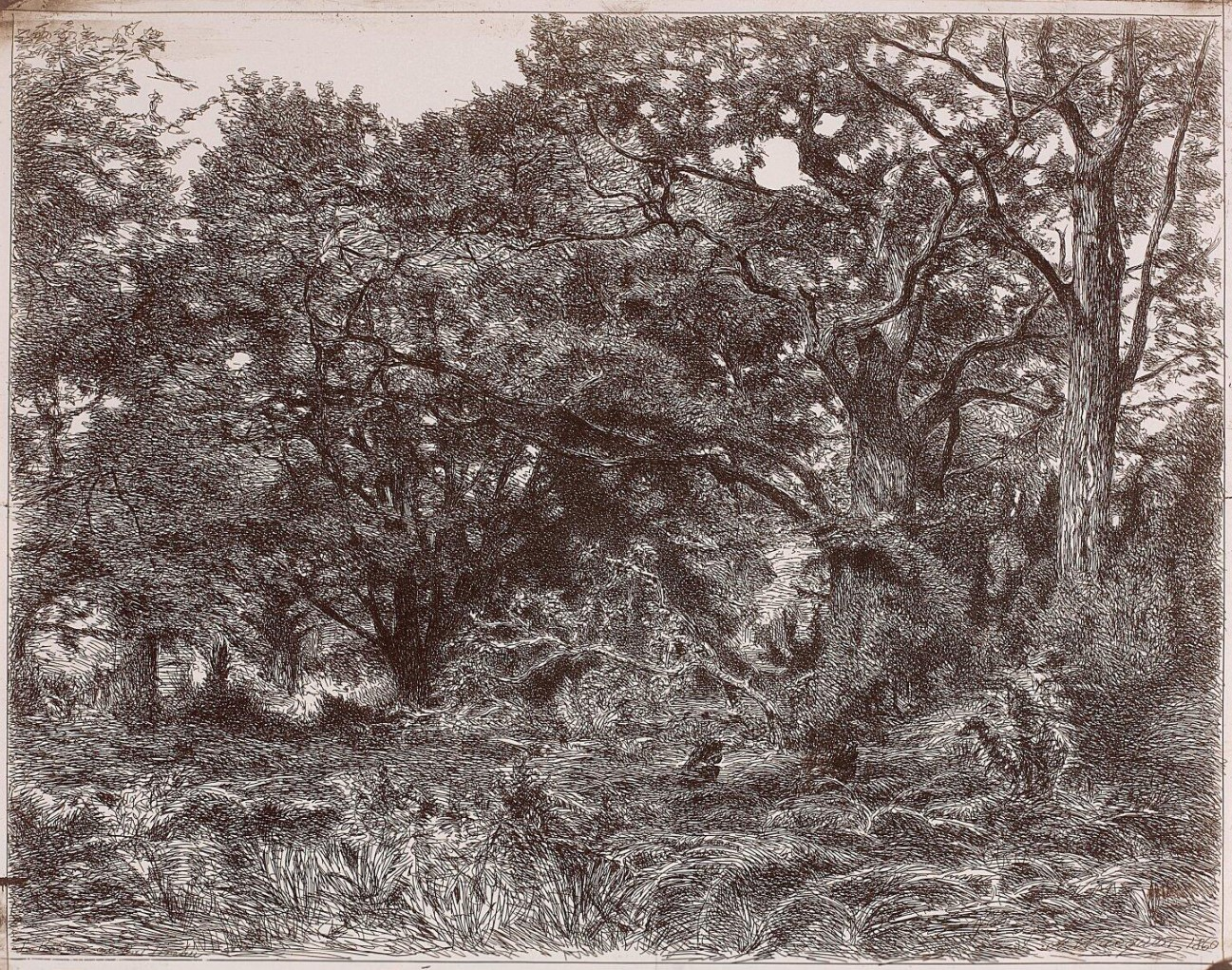
Adolphe André Wacquez, Le Bodmer au Bas-Bréau. Glasklischeedruck (spiegelbildlich), 1860. Musée d’art et d’histoire, Genf

Die Bodmer-Eiche war ein beeindruckender Baum im Wald von Fontainebleau. Sie wurde berühmt durch Gemälde von Karl Bodmer und Claude Monet.

## Karl Bodmer und der Wald von Fontainebleau
Karl Bodmer war 1849 ins Dorf Barbizon gezogen, etwa 50 km südlich von Paris, am westlichen Rand des großen Waldes von Fontainebleau gelegen. Hier schloss er sich den Malern der Schule von Barbizon an, die sich um eine realistische Naturdarstellung bemühten. 1850 stellte er im Salon de Paris ein Gemälde aus mit dem Titel Intérieur de forêt pendant l’hiver (‚Waldpartie im Winter‘). Die darin dargestellte Eiche wurde durch dieses Werk bekannt und mit Bodmers Namen verbunden. Der Baum befand sich im Bas-Bréau, einem Bereich des Waldes in unmittelbarer Nähe von Barbizon, wo Camille Corot bereits um 1832 Eichen gemalt hatte. – Wie die weiteren Bilder erkennen lassen, widmete sich Bodmer keineswegs immer derselben Eiche: Er war allgemein fasziniert von den mächtigen alten Bäumen im Wald von Fontainebleau.

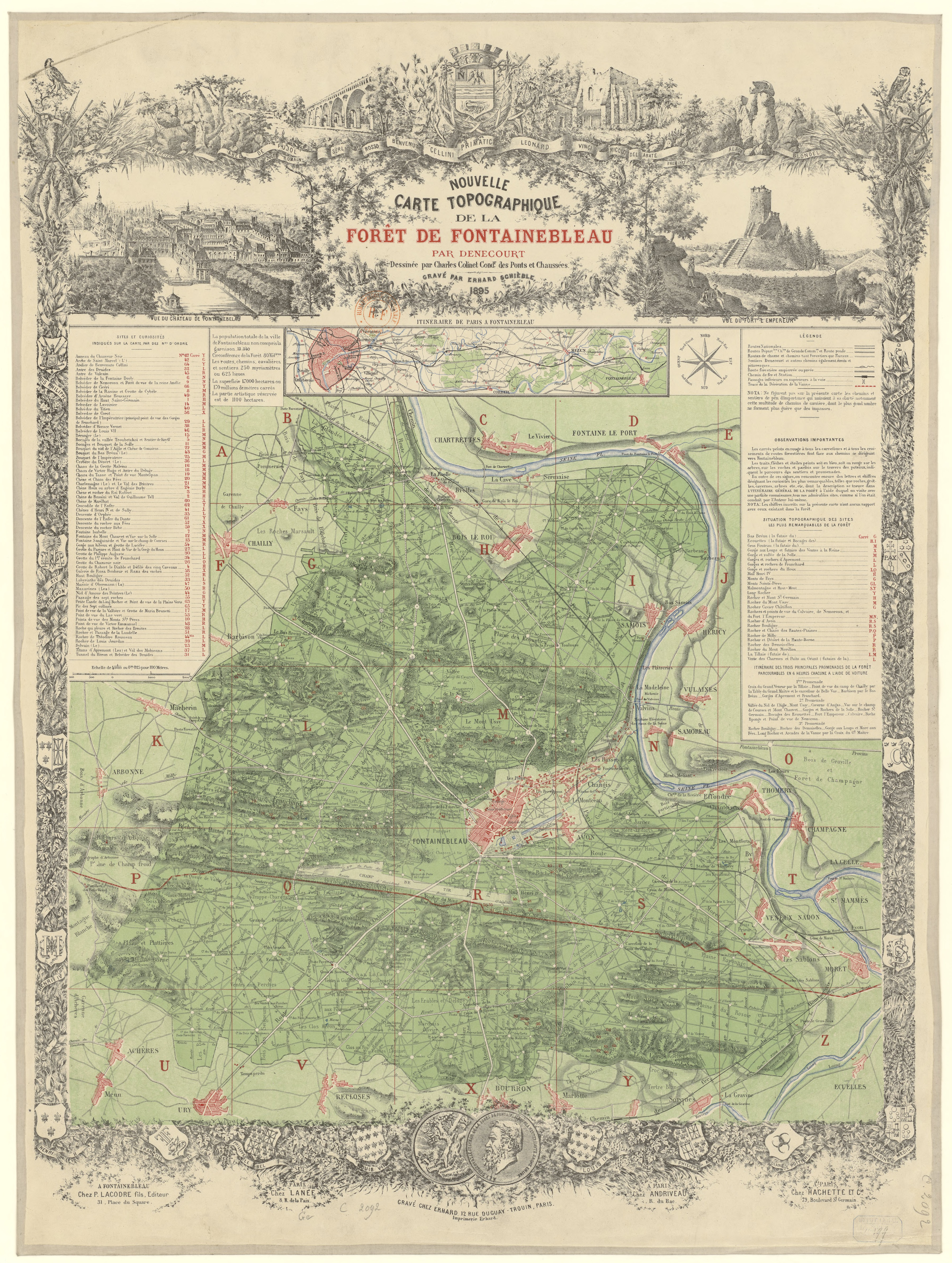
Karte des Waldes von Fontainebleau, 1895
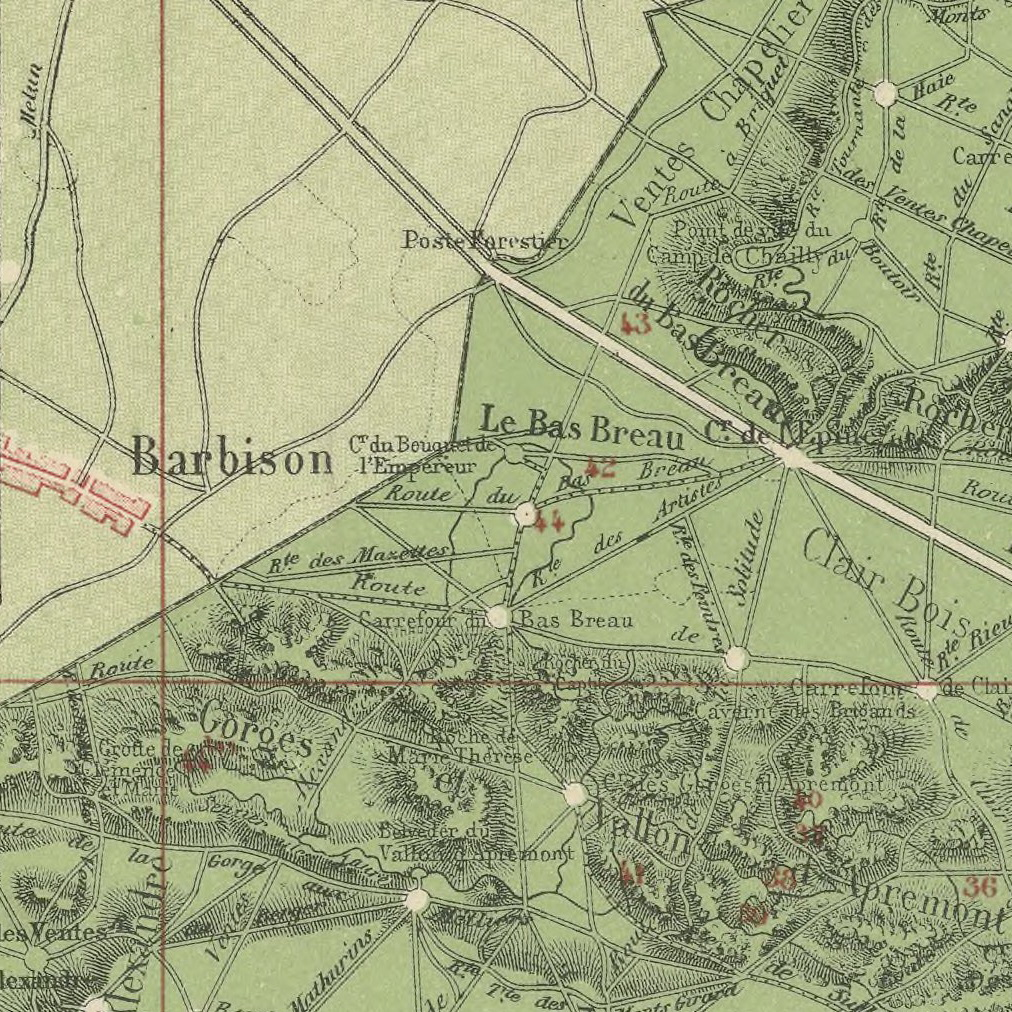
Le Bas-Bréau. Die Bodmer-Eiche befand sich im Zentrum dieses Kartenausschnitts.
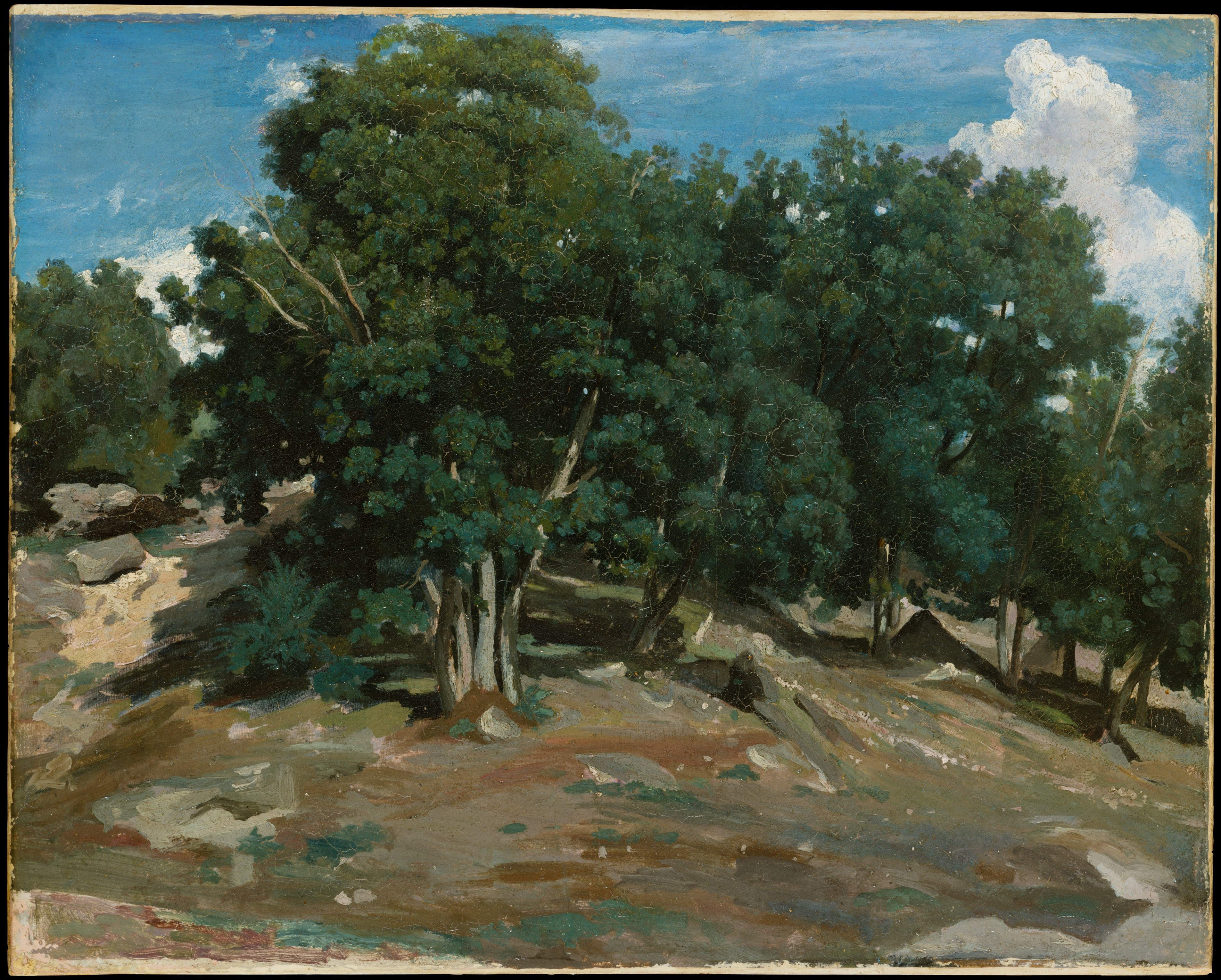
Camille Corot: Fontainebleau, Chênes noirs du Bas-Bréau (‚schwarze Eichen‘), 1832/33. Metropolitan Museum of Art, New York
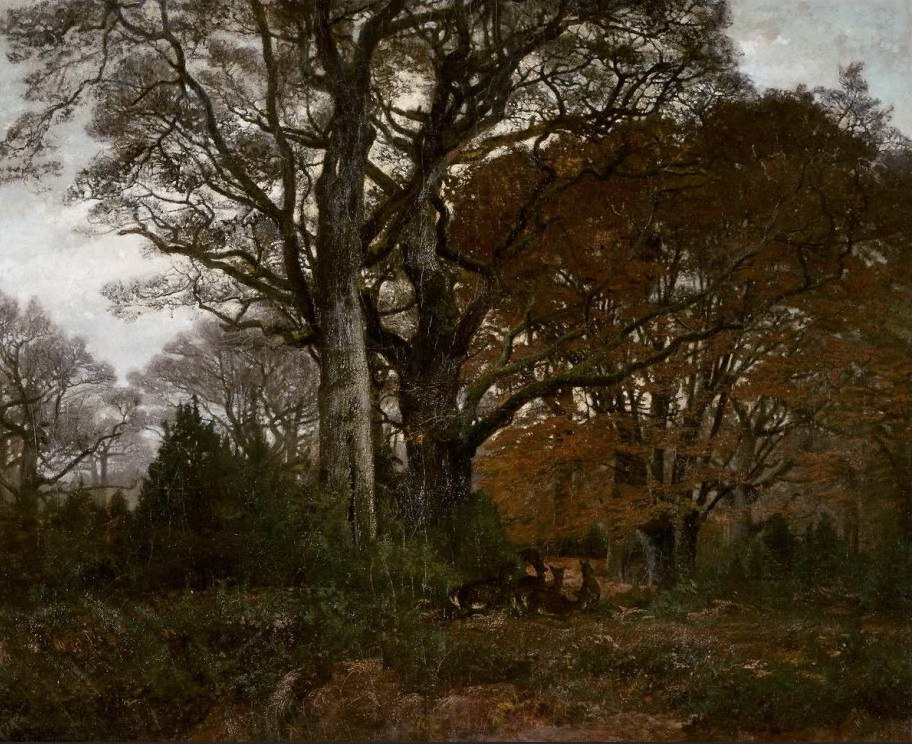
Karl Bodmer: Intérieur de forêt pendant l’hiver, 1850. Öl auf Leinwand, 82 × 101 cm. Musée du Louvre, Paris
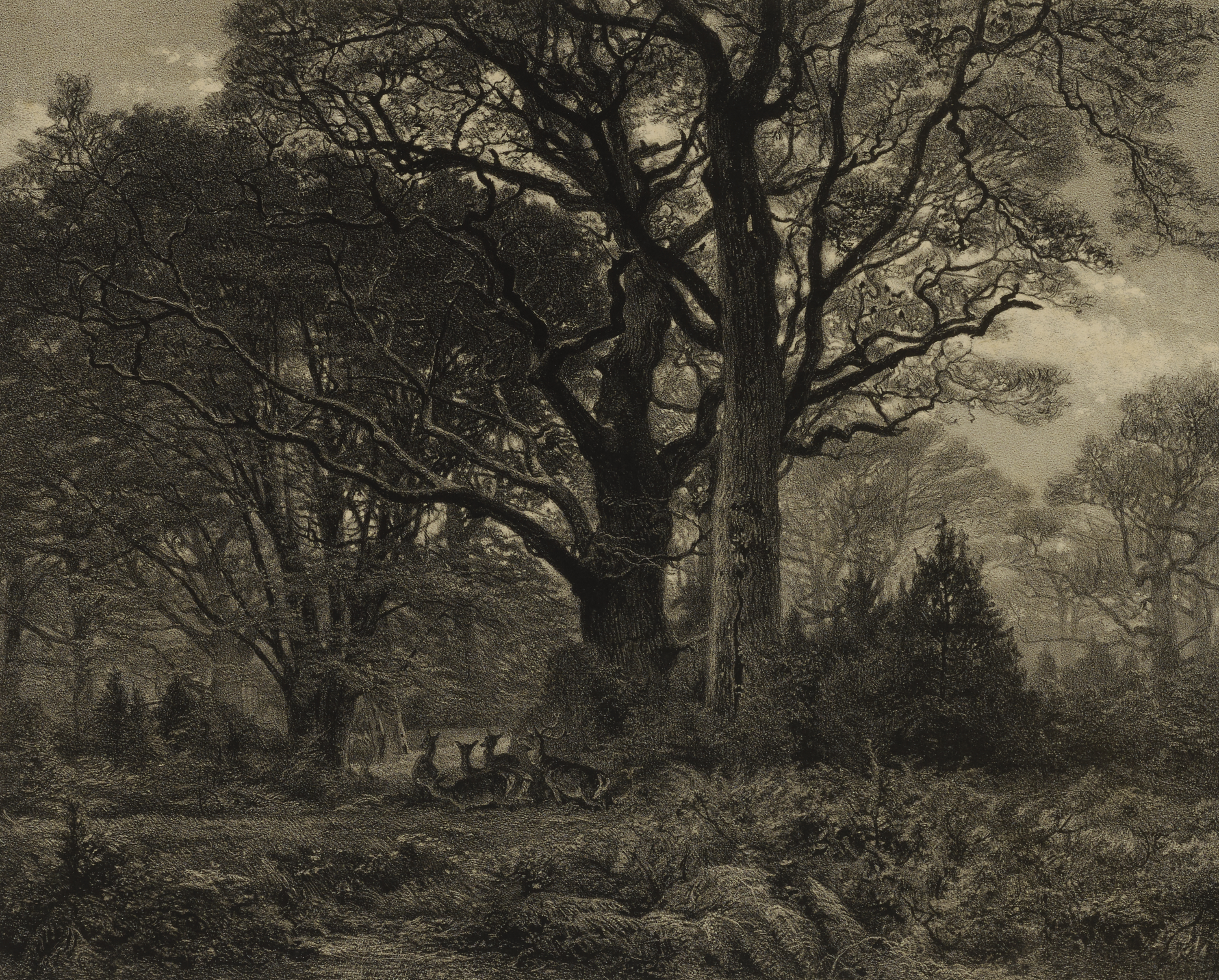
Forêt de Fontainebleau, 1850. Spiegelbildliche Lithografie von Eugène Le Roux nach Bodmers Gemälde, 23 × 29 cm
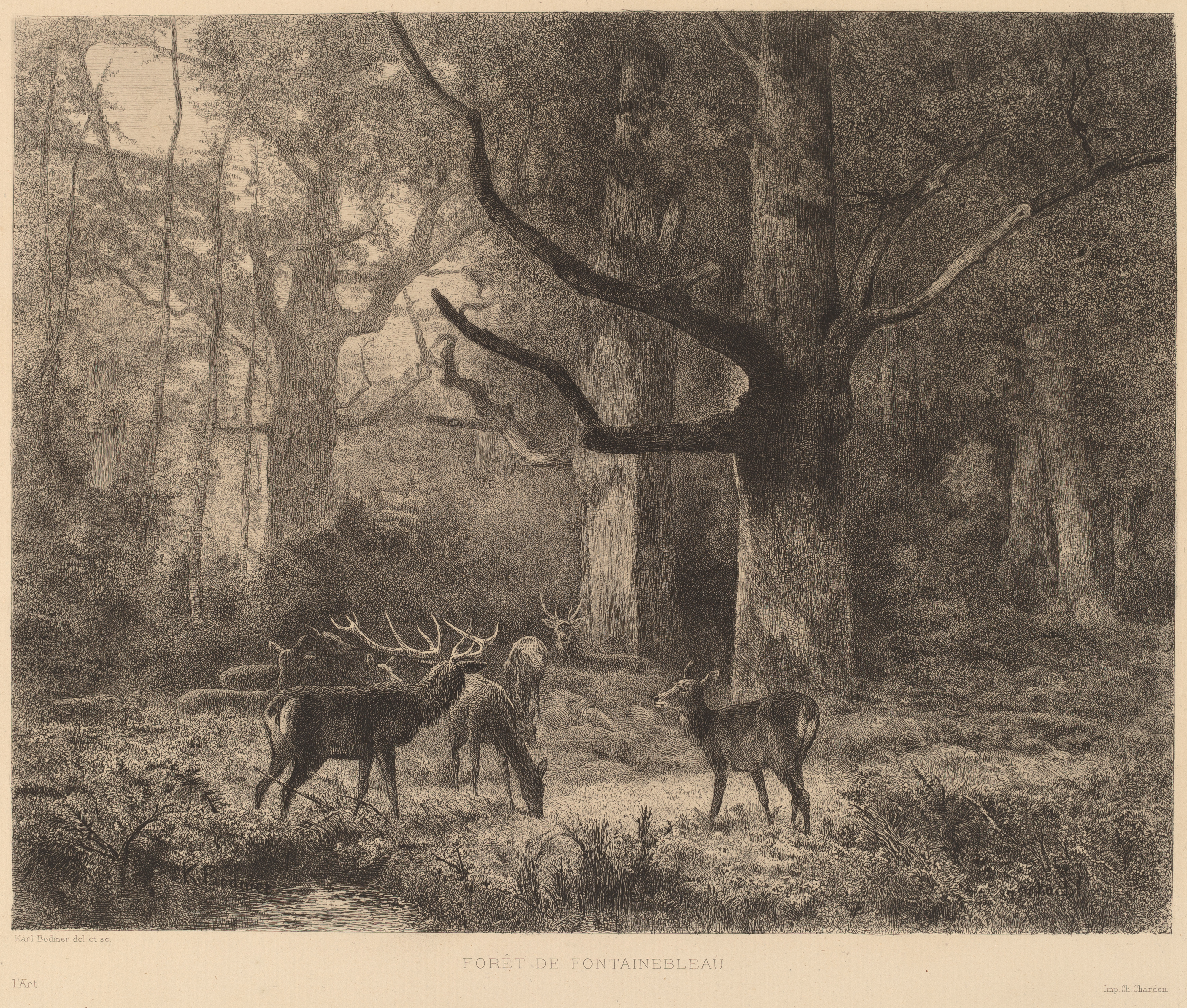
Karl Bodmer: Forêt de Fontainebleau. Radierung
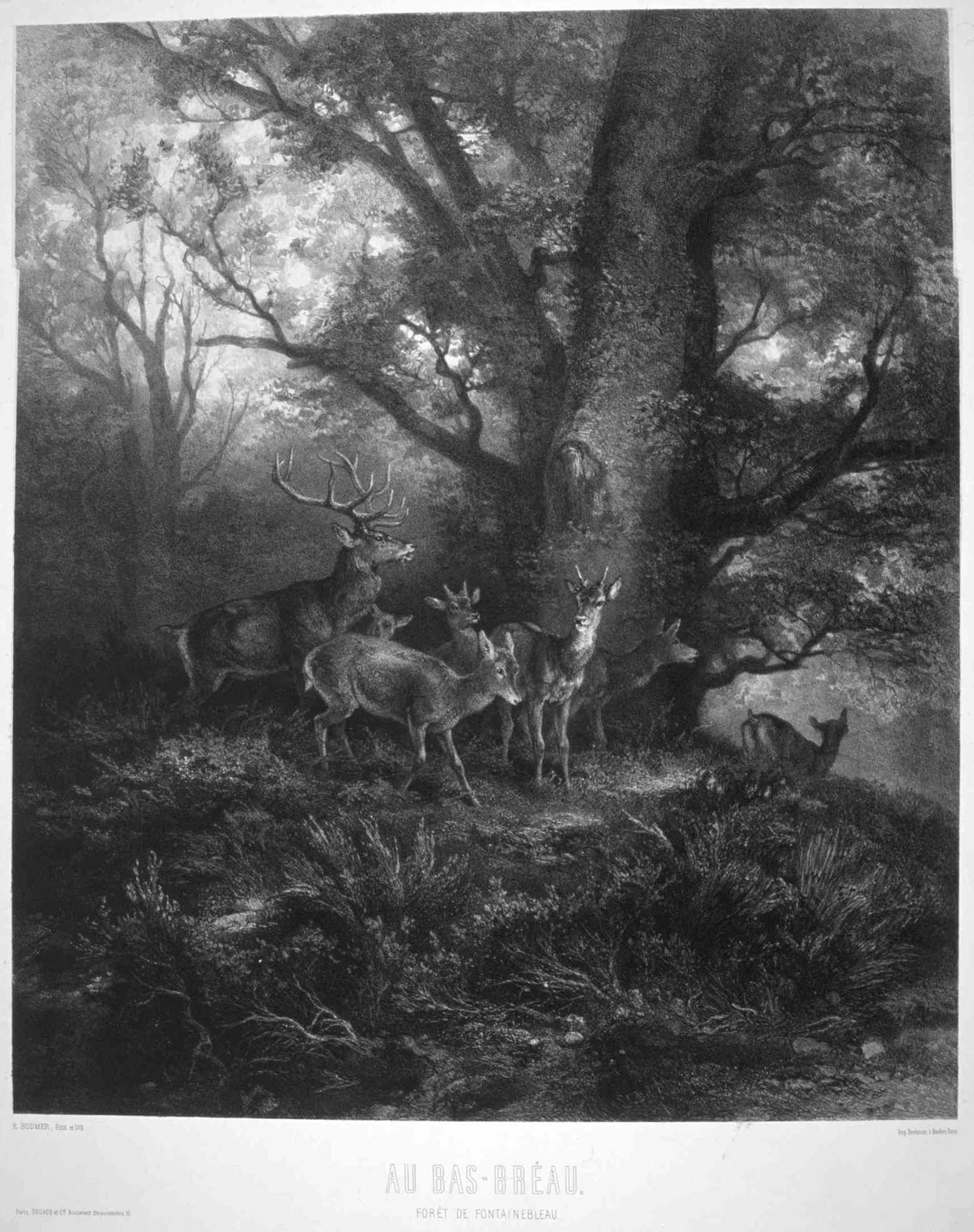
Karl Bodmer: Au Bas-Bréau. Forêt de Fontainebleau
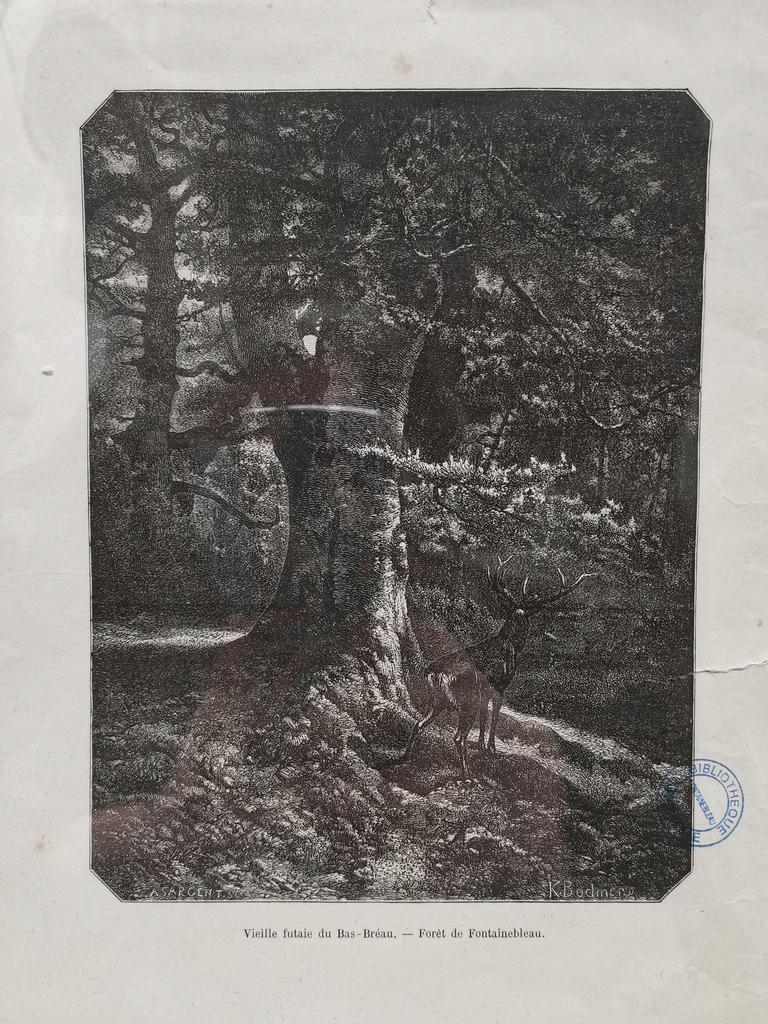
Vielle futaie (‚alter Hochwald‘) du Bas-Bréau. Forêt de Fontainebleau, 1850. Holzstich
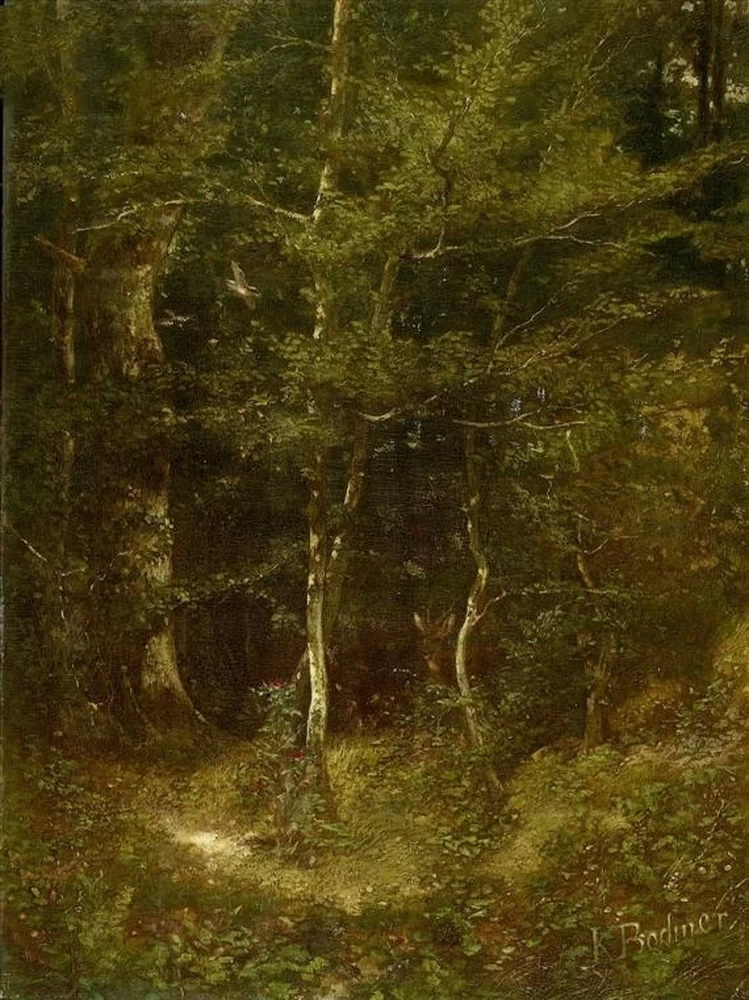
Karl Bodmer: Waldlandschaft mit Reh hinter einem Baum. Öl auf Platte, 33 × 24 cm

## Claude Monet
Claude Monet hielt sich von April bis Oktober 1865 in Chailly-en-Bière auf, einem Nachbardorf von Barbizon, das er bereits von früheren Besuchen her kannte. Er war damals knapp 25-jährig und erst seit kurzem als Künstler selbständig. Auch Monet suchte Motive im Wald von Fontainebleau. Wie die Maler der Barbizon-Schule legte er größten Wert auf genaue Beobachtung und naturgetreue Wiedergabe von Landschaft, Bäumen und Licht. Während aber die älteren Kollegen lediglich vorbereitende Skizzen im Freien anfertigten, malte Monet in freier Natur direkt auf die Leinwand; anschließend überarbeitete und vervollständigte er die Bilder im Atelier. Auch seine Maltechnik unterschied sich von derjenigen der Kollegen: Monet grundierte seine Leinwände hell statt dunkel, benutzte reine Farben und reicherte die Schatten mit zusätzlichen Farbtönen an.
Monet arbeitete im Wald von Fontainebleau unter anderem an Vorstudien für das geplante Monumentalwerk Le Déjeuner sur l’herbe (‚das Frühstück im Grünen‘). Er studierte die Wirkung des Lichts, das durch Blattwerk einfällt, und des Schattens der Bäume. In dieser Zeit malte er mehrere Bilder, die noch deutliche Bezüge zu den Werken von Camille Corot, Théodore Rousseau, Jean-François Millet und Gustave Courbet erkennen lassen. Das größere der beiden Eichenbilder, welches dem Metropolitan Museum gehört, entstand vermutlich als letztes dieser Werkgruppe: Die orange-braunen, violetten, blauen und grünen Farbschattierungen sind im Vergleich zur bisherigen Maltradition kühn gewählt; der lockere Farbauftrag und der luftige Gesamteindruck weisen auf die große Freilichtszene des Déjeuner hin. Im Déjeuner dominiert aber das Licht; im Eichenbild hingegen liegt der Waldboden überwiegend im Schatten, während die Sonne das Blattwerk der Baumwipfel aufleuchten lässt. Bemerkenswert ist, wie Monet die Eiche durch dunkle Farbe und genauere Ausgestaltung vom Vorder- und vom Hintergrund abhob. – In den Ankaufslisten des Kunsthändlers Paul Durand-Ruel, der das größere Eichenbild 1873 von Monet erwarb, ist das Werk unter dem Titel Le Bodemer (arbre de la Forêt de Fontainebleau) aufgeführt. Monets Freund Arsène Alexandre nannte das Bild 1921 in einem Buch über Monet Un Chêne au Bas-Bréau. Er wies darauf hin, Monet habe das Bild 1866 aus Verzweiflung über seine finanzielle Lage beschädigt; und tatsächlich weist die Leinwand Spuren eines langen senkrechten Schnitts auf.
Ein zweites Bild einer Eiche, welches Monet ebenfalls 1865 malte, wird in französischer Sprache genau gleich benannt: Un chêne au Bas-Bréau, le Bodmer. Dieses Werk ist wesentlich kleiner, und der Bildausschnitt beschränkt sich auf den Stamm einer mächtigen Eiche. Die Farbgebung steht der Barbizon-Tradition näher als im größeren Gemälde, doch hat sich Monet in dieser Studie intensiv mit der Wirkung der Sonnenstrahlen auseinandergesetzt, die auf die Borke der Eiche treffen. – Ob dieses kleinere Bild wirklich den Stamm derselben Eiche zeigt, erscheint fraglich. Sicher ist, dass die gewaltigen Eichen im Bas-Bréau auch Monet faszinierten; und die „Bodmer-Eiche“ war für die Künstler und die Kunstinteressierten zum Inbegriff eines malerischen Baumes geworden.

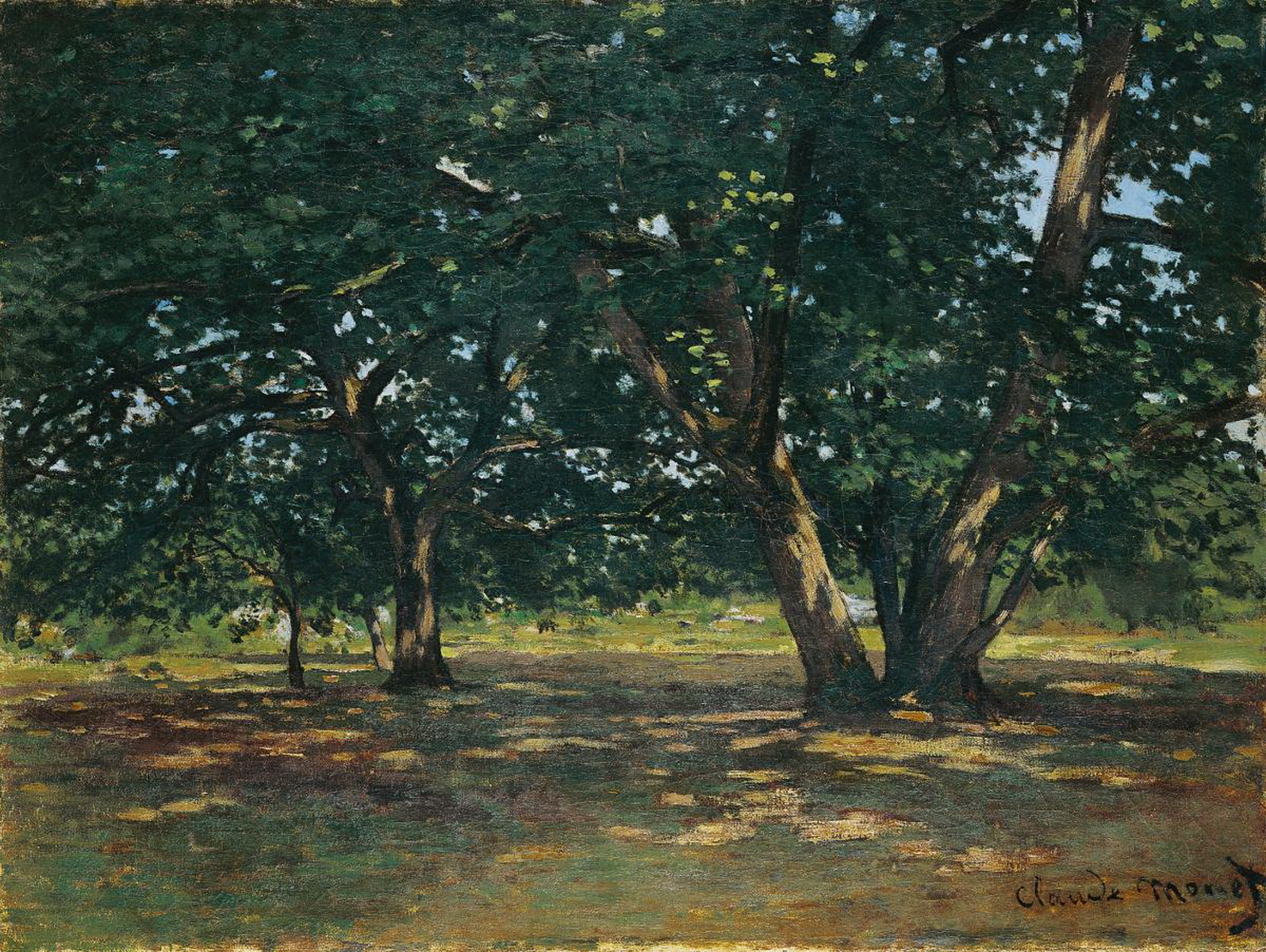
Claude Monet: Forêt de Fontainebleau, 1863/65. 50 × 65 cm. Kunst Museum Winterthur
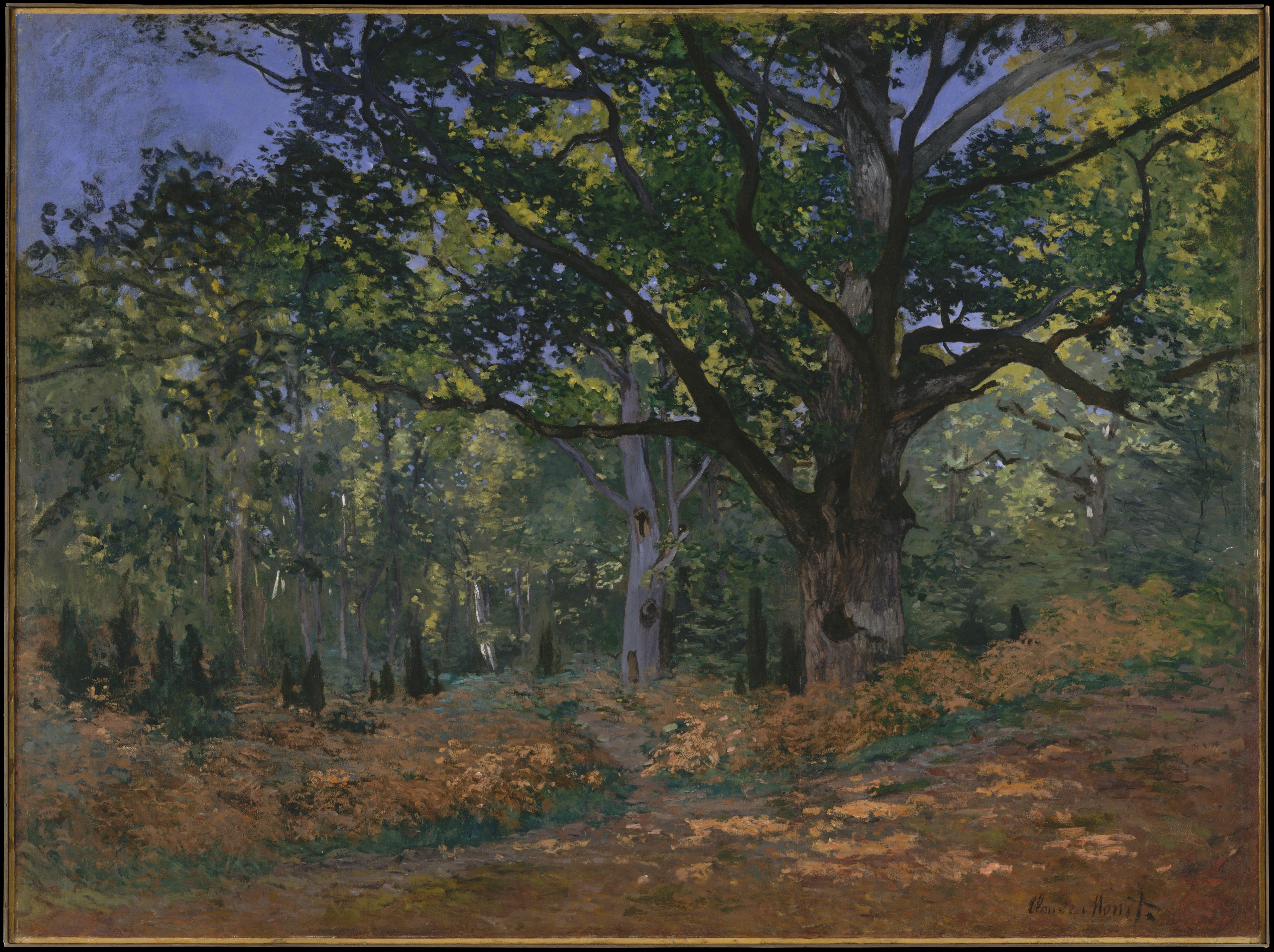
Claude Monet: The Bodmer Oak, Fontainebleau Forest / Un chêne au Bas-Bréau, le Bodmer, 1865. 96 × 129 cm. Metropolitan Museum of Art
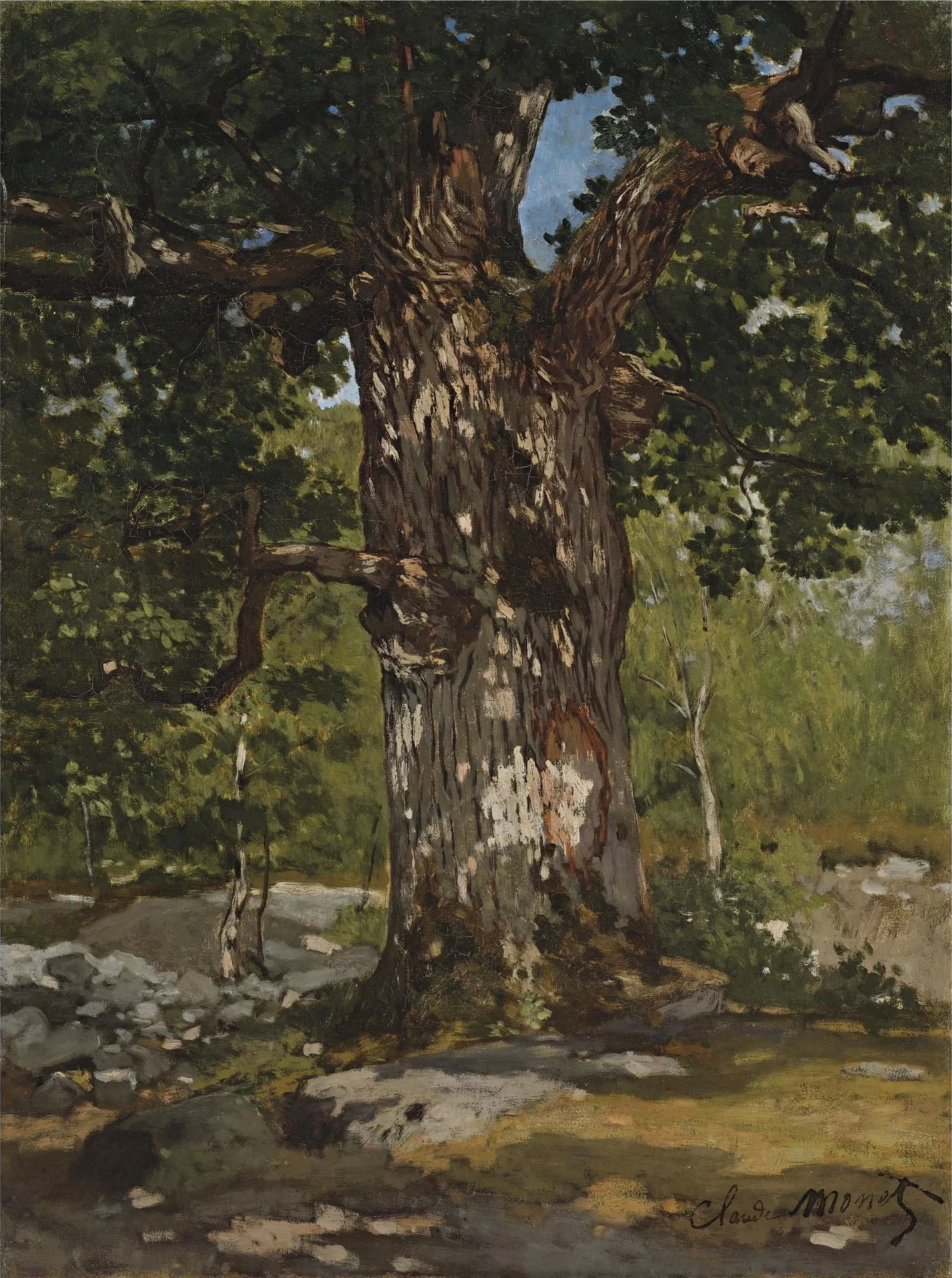
Claude Monet: Un chêne au Bas-Bréau, le Bodmer, 1865. 54 × 41 cm. Privatbesitz
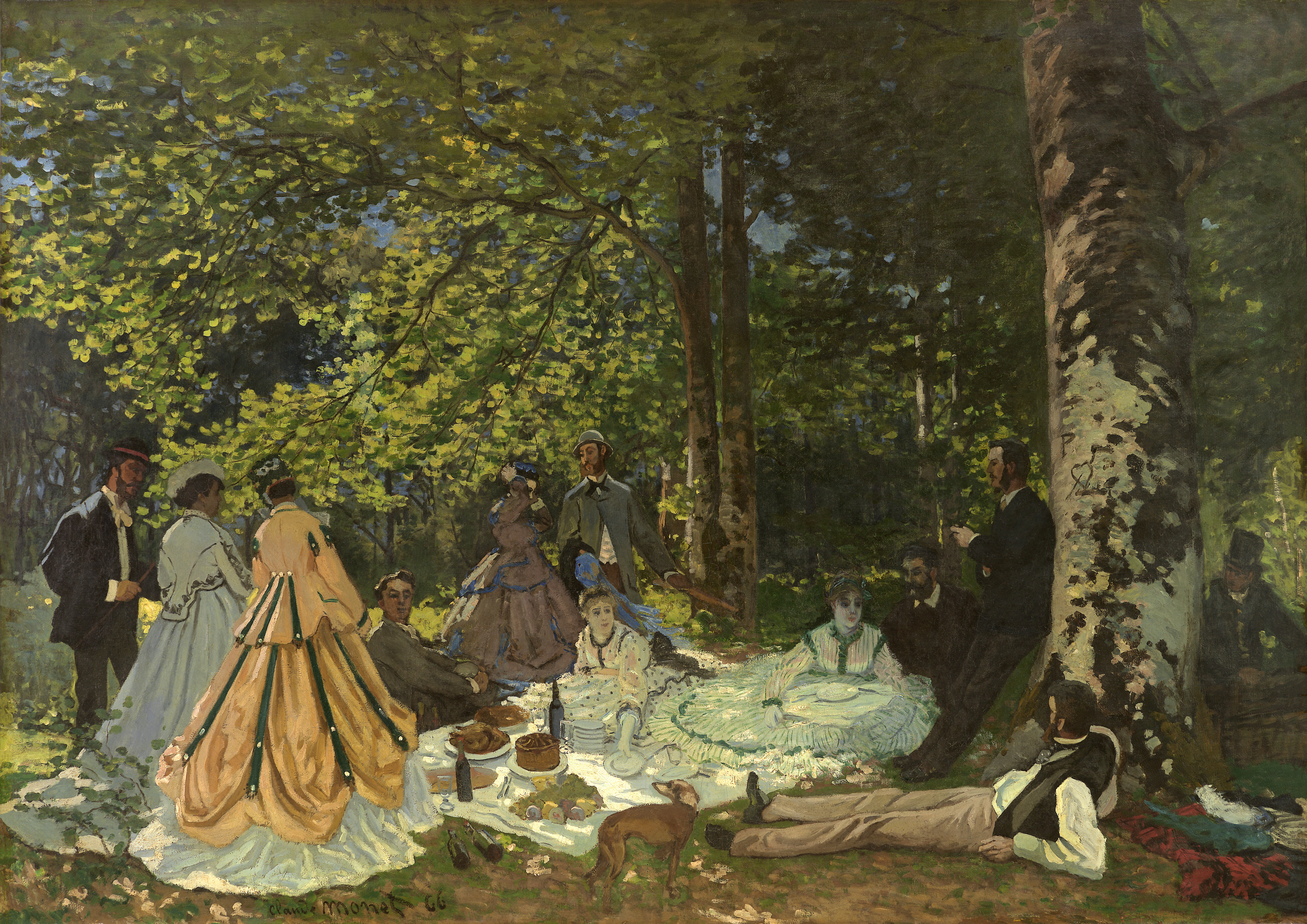
Claude Monet, Le Déjeuner sur l’herbe (Vorstudie), 1866. 130 × 181 cm. Puschkin-Museum, Moskau

## Fotografien
Neben den Malern suchten auch Fotografen gerne Sujets im Bas-Bréau. Die Fotografie von William Drooke Harrison († 1893) mit dem Titel Le chêne Bodmer, Forêt de Fontainebleau zeigt den Baum von der gleichen Seite wie Bodmers Gemälde. Andere Fotografien sind zwar nicht mit einem Hinweis auf Bodmer versehen, zeigen aber offensichtlich dieselbe Eiche wie das große Gemälde von Claude Monet und auch den weiter entfernten Baum, der im Zentrum von Monets Bild steht. Eugène Cuvelier schließlich hat einen anderen Baum fotografiert, diesen aber im Bildtitel als „neben der Bodmer-Eiche“ bezeichnet: eine unbekannte Buche, die gewissermaßen im Schatten der berühmten Eiche stand.

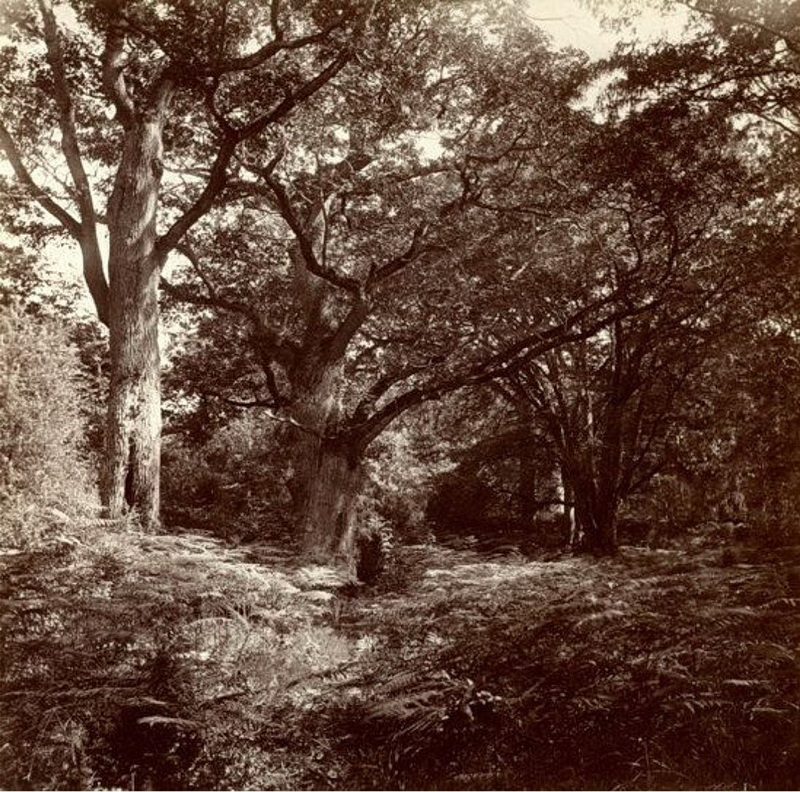
William Drooke Harrison, Le chêne Bodmer, Forêt de Fontainebleau, um 1870/80
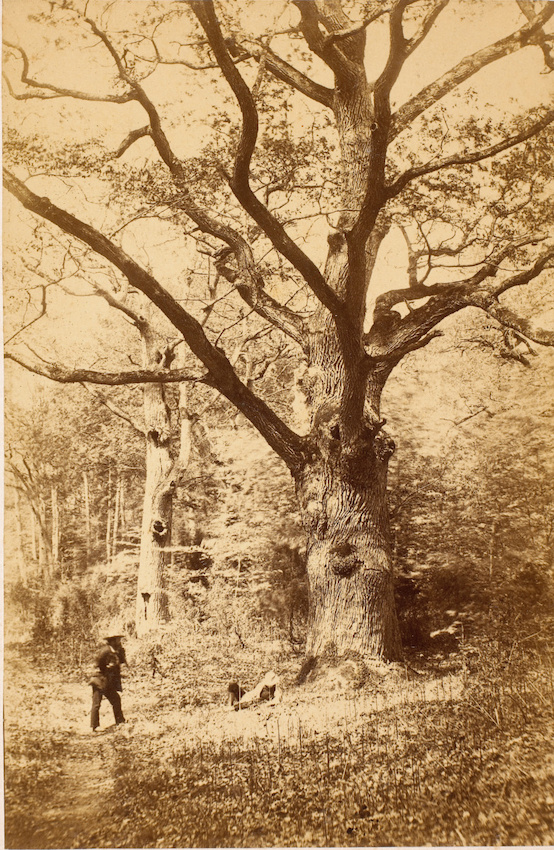
William Drooke Harrison, Forêt de Fontainebleau, le nid d’amour des peintres[8], Bas-Bréau, um 1870/80
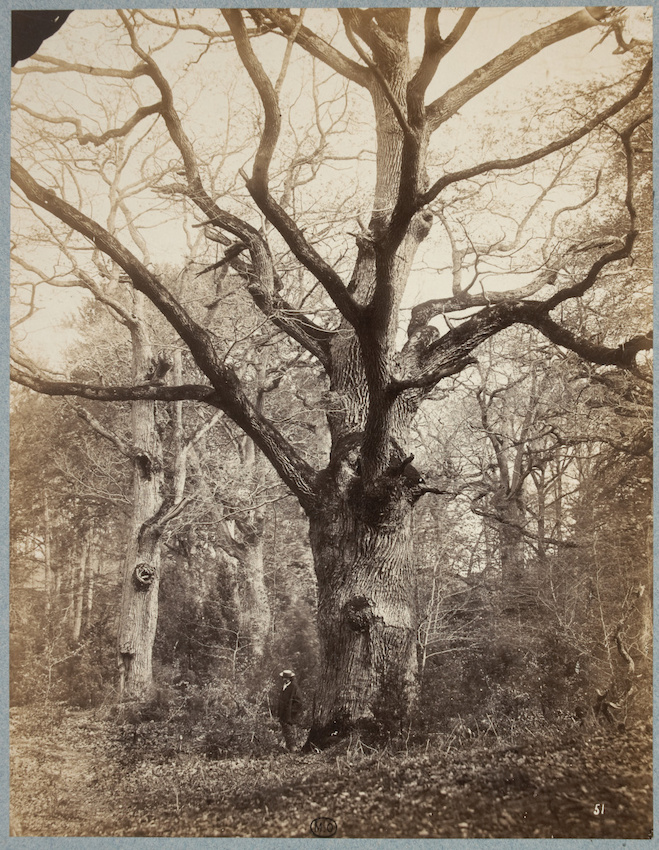
Théophile Chauvel au pied d’un arbre[9], forêt de Fontainebleau (unbekannter Fotograf)
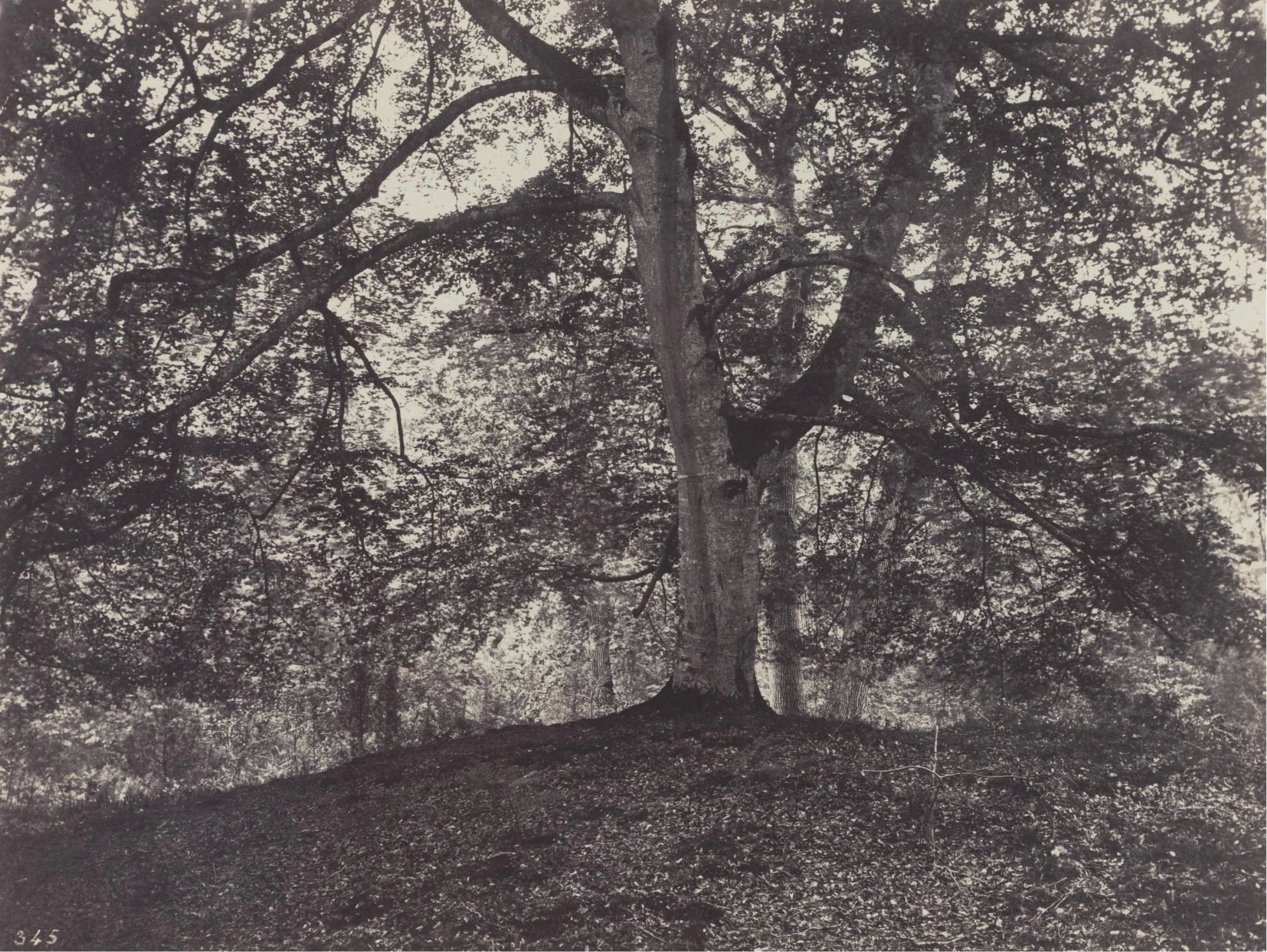
Eugène Cuvelier: Hêtre près du Bodmer (‚Buche neben der Bodmer‘), um 1860/70